# Жулкевка (гміна)
Гміна Жулкевка (пол. Gmina Żółkiewka) — сільська гміна у східній Польщі. Належить до Красноставського повіту Люблінського воєводства.
Станом на 31 грудня 2011 у гміні проживало 5772 особи.

## Площа
Згідно з даними за 2007 рік площа гміни становила 130.01 км², у тому числі:
- орні землі: 85.00 %
- ліси: 10.00 %

Таким чином, площа гміни становить 11.43 % площі повіту.

## Населення
Станом на 31 грудня 2011:
| Опис     | Загалом | Загалом | Чоловіки | Чоловіки | Жінки | Жінки |
| -------- | ------- | ------- | -------- | -------- | ----- | ----- |
| одиниця  | осіб    | %       | осіб     | %        | осіб  | %     |
| все      | 5772    | 100     | 2765     | 47.90    | 3007  | 52.10 |
| міське   | 0       | 100     | 0        |          | 0     |       |
| сільське | 5772    | 100     | 2765     | 47.90    | 3007  | 52.10 |

## Сусідні гміни
Гміна Жулкевка межує з такими гмінами: Гожкув, Кщонів, Рудник, Рибчевиці, Туробин, Високе.